# Opera of the Nobility
L'Opera of the Nobility (Òpera de la Noblesa) va ser una companyia d'òpera fundada el 1733 per un grup de nobles (a les ordres de Frederic Príncep de Gal·les) que s'oposaven a Jordi II d'Anglaterra, per rivalitzar amb la Royal Academy of Music sota el comandament de Georg Friedrich Händel (recolzat per Jordi II i la seva reina).
Es va convidar a Nicola Porpora perquè fos el seu director musical i Owen Swiny va ser el seu supervisor. La companyia va contractar Senesino (qui havia abandonat la Royal Academy of Music) com a cantant principal i va estar situada en un teatre a Lincoln's Inn Fields de John Rich que s'havia quedat disponible des de l'obertura del Theatre Royal, Covent Garden de Rich. La companyia no va tenir èxit en la seva temporada inicial 1733-1734. Encara que Farinelli es va incorporar en algunes temporades i va ser un impuls financer, no va poder impedir la fallida final.
En caure en fallida, va ser dissolta el 1737 (poc després que nomenessin Giovanni Battista Pescetti com a director musical). Però abans, va atreure alguns dels millors cantants de Händel, com Francesca Cuzzoni i Antonio Montagnana i va forçar també la fallida de la Royal Academy of Music. El que va quedar de les dues companyies van treballar en el King's Theatre durant la temporada 1737-1738. El comte de Middlesex va fundar una segona Òpera de la Noblesa el 1741 però no va sobreviure massa temps.